# Witches in the Woods
Witches in the Woods is een Canadese horrorfilm uit 2019, geregisseerd door Jordan Barker.

## Verhaal
Jill en haar vrienden gaan een weekendje op snowboardtrip. Onderweg krijgt hun auto pech in een afgelegen gebied. Ze slagen er niet in om een weg naar bewoonde wereld terug te vinden. De nacht die daarop volgt, als de temperaturen dalen worden ze door iets in de gaten gehouden.

## Rolverdeling
| Acteur             | Personage |
| ------------------ | --------- |
| Hannah Kasulka     | Jill      |
| Craig Arnold       | Derek     |
| Sasha Clements     | Alison    |
| Corbin Bleu        | Philip    |
| Alexander De Jordy | Matty     |
| Humberly González  | Bree      |
| Kyle Mac           | Tod       |
| Ian Matthews       | John      |

## Ontvangst
Op Rotten Tomatoes heeft Witches in the Woods een waarde van 57% en een gemiddelde score van 6,00/10, gebaseerd op 7 recensies.